# Кремниця в історії гірництва
Кремниця в історії гірництва
Кремниця — знакове місто у історії гірництва середньовічної Західної Європи. Великий центр видобутку золота у Кремниці лежав на правому березі ріки. Ріка Грон начебто розділяла золоту й срібну частини Словаччини. 1328 р. селище гірників Кремниця отримало привілей королівського міста, у якому був створений монетний двір. Рудокопам подарували гірниче право (на кшталт кутногорського), а сама Кремниця увійшла в унію семи головних гірничих міст королівства.
Розробку покладів вели штольнями, які проводили рудною жилою. Для забезпечення вентиляції та підйому штольні сполучали з вертикальними стовбурами. Використовували відкатку руди шахтними вагонетками. Для подавання в Кремницький потік додаткової води було споруджено канал довжиною 21 км, який забезпечував роботу водних коліс, що приводили в дію всі рудникові механізми. Протяжність найбільших штолень перевищувала 15 км. Річний видобуток золота у Кремниці в середині XIV ст. сягав близько 1 т, що становило приблизно половину всього світового видобутку того часу, або 5/6 європейського видобутку золота. Крім того, тут щорічно витоплювали близько 3 т срібла. З часом потужність кремницького родовища зменшувалась. Так, у другій половині XV ст. щорічний видобуток золота коливався в межах 300—320 кг, а в першій половині XVI ст. — знизився в середньому до 170 кг.